# Юліус Шуберт
Юліус Шуберт (чеськ. Július Schubert; 12 грудня 1922, Будапешт — 4 травня 1949, Суперга) — чехословацький футболіст, півзахисник.
Разом з партнерами по клубу «Торіно» трагічно загинув в авіаційній катастрофі на горі Суперга 4 травня 1949 року.
Чемпіон Італії.

## Клубна кар'єра
Грав у Чехословаччині за команду братиславського «Слована».
1948 року перейшов до найсильнішого на той час італійського клубу «Торіно», за який встиг відіграти лише п'ять матчів у національному чемпіонаті. 
Свій єдиний титул чемпіона Італії в сезоні 1948–49 Шуберт отримав вже посмертно — 4 травня 1949 року команда трагічно загинула в авіакатастрофі на горі Суперга неподалік Турина. До кінця першості лишалося 4 тури, «Торіно» очолював турнірну таблицю, і всі загиблі гравці клубу посмертно отримали чемпіонський титул після того, як гравці молодіжної команди клубу, що догравали сезон в Серії A, виграли в усіх чотирьох останніх матчах першості. Варто зазначити, що їх суперники («Дженоа», «Палермо», «Сампдорія» та «Фіорентіна») у цих матчах з поваги до загиблих чемпіонів також виставляли на поле молодіжні склади своїх клубів.

## Виступи за збірну
1948 року дебютував в офіційних матчах у складі національної збірної Чехословаччини. Провів у формі головної команди країни лише два матчі.

## Титули і досягнення
- Чемпіон Італії (1):

«Торіно»:  1948–49